# Icke-medborgare
Icke-medborgare (nepilsonis [betoningen ligger på e]  på lettiska, негражданин [negrazjdanIn], alien på engelska), av "ne" (icke/inte/ej) och "pilsonis" (medborgare), är ett begrepp som används för den status som innehas av före detta sovjetiska medborgare, som fortfarande är bosatta i tidigare sovjetrepubliker, men som ej beviljats medborgarskap i de nya länderna.

## Termens ursprung
"Nepilsonis" och "alien" är officiella termer. Beteckningen är tryckt, bland annat, i Lettlands icke-medborgares pass. Ordet används av såväl Sveriges officiella inrättningar som massmedier.

## Historisk bakgrund
Den 21 augusti 1991 blev Lettland självständigt från Sovjetunionen.
Lagen om medborgarskap från den 11 augusti 1994 bestämde vilka som hade rätt att få lettiskt medborgarskap automatiskt (dessa var i första hand personer som var lettiska medborgare innan den 17 juni 1940 och ättlingar till dessa). Lagen tog, bland annat, inte upp dem som hade bosatt sig i Lettland under den sovjetiska tiden och deras ättlingar.
Den 9 maj 1995 började lagen ”Om f.d. Sovjetunionens medborgare, vilka saknar Lettlands eller något annat rikes medborgarskap” gälla i landet. Lagen stadgade bland annat att de som var utan medborgarskap samt de som varit sovjetiska medborgare och varit registrerade i Lettland innan den 1 juli 1992 fick status som icke-medborgare. Deras barn blir även de icke-medborgare.

## Skillnader mellan Lettlands icke-medborgare och medborgare
Till skillnad från medborgarna, får bland annat en icke-medborgare inte:
- delta i kommunal- och parlamentsval (varken rösta i valet eller kandidera)
- delta i folkomröstningar
- tjäna i Lettlands arme
- arbeta som polis
- arbeta som advokat

Å andra sidan skyddas Lettlands icke-medborgare av Lettlands republik, som det är skrivet i deras pass. De får en ovillkorlig rätt att vistas (teoretiskt kan dock en icke-medborgare bli deporterad från landet) och arbeta i Lettland (det vill säga inget uppehålls- och arbetstillstånd behövs), de har ofta samma sociala garantier som medborgarna har och de får vara medlemmar i lettiska politiska partier. Sedan den 19 januari 2007 har icke-medborgarna kunnat besöka EU-länder (utom Storbritannien och Irland) utan visum.

## Medborgarskapsstatistik i Lettland
Lettlands etniska grupper och medborgarskap:
| etnisk grupp | Lettiska medborgare, antal | Lettlands icke-medborgare, antal | övriga, antal | sammanlagt, antal | % av Lettlands befolkning |
| ------------ | -------------------------- | -------------------------------- | ------------- | ----------------- | ------------------------- |
| Letter       | 1 321 437                  | 1 198                            | 1 078         | 1 323 713         | 59.5%                     |
| Litauer      | 18 328                     | 8 412                            | 2 433         | 29 194            | 1.3%                      |
| Ester        | 1 423                      | 473                              | 440           | 2 336             | 0.1%                      |
| Vitryssar    | 30 991                     | 43 172                           | 3 889         | 78 052            | 3.5%                      |
| Ryssar       | 364 529                    | 209 934                          | 32 509        | 606 972           | 27.3%                     |
| Ukrainare    | 18 383                     | 30 625                           | 5 390         | 54 398            | 2.4%                      |
| Polacker     | 38 916                     | 10 845                           | 1 199         | 50 960            | 2.3%                      |
| Judar        | 6 236                      | 2 764                            | 474           | 9 474             | 0.4%                      |
| Sammanlagt   | 1 847 618                  | 319 267                          | 57 345        | 2 224 230         | 100%                      |

Lettlands städer och medborgarskap:
| Lettlands stad | Lettiska medborgare, antal | Lettlands icke-medborgare, antal | övriga, antal | sammanlagt, antal |
| -------------- | -------------------------- | -------------------------------- | ------------- | ----------------- |
| RĪGA           | 507 639                    | 163 384                          | 29 582        | 700 605           |
| DAUGAVPILS     | 77 620                     | 18 796                           | 5 136         | 101 552           |
| JELGAVA        | 51 316                     | 10 923                           | 1 641         | 63 880            |
| JŪRMALA        | 43 164                     | 10 503                           | 2 338         | 56 005            |
| LIEPĀJA        | 61 066                     | 16 577                           | 5169          | 82 812            |
| RĒZEKNE        | 31 290                     | 2 431                            | 525           | 34 246            |
| VENTSPILS      | 32 079                     | 7885                             | 2 231         | 42 195            |

51,3 procent icke-medborgare föddes i Lettland eller Lettiska SSR. 40,3 procent av landets icke-medborgare känner en förbindelse med sitt etniska hemland, 35,9% känner en delvis förbindelse med sitt etniska hemland, övriga saknar sådan känsla (år 2003).

## Naturaliseringen
I februari 1995 började en så kallad naturalisering i Lettland, vilket gäller de flesta av landets icke-medborgare. Detta innebär att en icke-medborgare har rätt att bli medborgare genom att göra ett kunskapsprov i lettiska, Lettlands historia och samhällskunskap. För detta måste man betala en avgift (idag högst cirka 40 euro) samt bevisa att man har en godtagbar inkomstkälla och har bott i landet oavbrutet i minst fem år. Den som misslyckas i kunskapsprovet kan försöka på nytt obegränsat antal gånger. Hela proceduren tar vanligen 7–9 månader.
Vissa personer kan få lättnader i kunskapsprov (till exempel de som har studerat i en skola med lettiska som undervisningsspråk behöver inte genomgå kunskapsprov i lettiska). Icke-medborgares barn som föddes efter den 21 augusti 1991 har kunnat bli medborgare efter anmälan (från sina föräldrar eller sig själva när de fyller 15 år) sedan den 1 januari 1999 (inga kunskapsprov för sådana barn behövs). Under perioden mellan januari 1999 och 1 januari 2003 har bara 11,8% av dessa barn anmälts av sina föräldrar.
Vissa personer får inte genomgå naturalisering. Dessa är till exempel de som var KGB-agenter, var medlemmar i Sovjetunionens eller Lettiska SSR:s kommunistparti efter den 13 januari 1991, har förespråkat kommunismen eller fascismen (och att det är fastställt i dom av domstol) efter den 4 maj 1990.
Antalet ansökningar för naturalisering är i genomsnitt bara 1,6 % av icke-medborgarnas antal varje år. Antalet icke-medborgare minskar huvudsakligen på grund av död och utvandring. 64,2 % av icke-medborgarna skulle vilja få medborgarskap, 14,2 % vill inte bli medborgare medan övriga inte har övervägt detta eller kan inte ge något svar. 90 % av icke–medborgarna stödjer (i större eller mindre mån) andra icke-medborgare som vill få eller redan har skaffat sig medborgarskap.
På frågan ”varför vill du bli medborgare i Lettland?” svarar de flesta icke-medborgarna (60,2 %) att det är för att de lever i Lettland och kommer att leva där i framtiden. Övriga svar är, bland annat: ”det är lättare att finna arbete för medborgare än för icke-medborgare” (28 %), ”det är lättare att resa utomlands för medborgare än för icke-medborgare” (25,2 %), ”jag vill delta i val” (23,4 %), ”jag vill känna mig som en fullvärdig medlem av samhället” (17,2 %), ”för mina barns skull” (16,8 %), ”jag vill tillhöra detta land” (16 %), ”den lettiska staten ger större skydd åt sina medborgare än till icke-medborgare” (8,3 %).
På frågan ”varför försöker du inte att naturaliseras?” svarar de flesta icke-medborgarna (34,2 %) att de borde ha tilldelats medborgarskap automatiskt; andra svar är bland annat: ”naturaliseringskrav bör vara mildare” (26,2 %), ”det är lättare att besöka OSS-länder för icke-medborgarna än för medborgarna” (också 26,2 %), ”jag är inte säker på mina kunskaper i lettiska” (23,5 %), ”jag har absolut ingen tid för att syssla med allt detta” (18,1 %), ”naturaliseringen är en förnedrande procedur” (17,9 %), ”jag saknar beslutsamhet för att börja naturalisering” (11,3 %).